# Basil Feilding, VI conte di Denbigh
Basil Feilding, VI conte di Denbigh (3 gennaio 1719 – 14 luglio 1800), è stato un nobile inglese.

## Biografia
Era il figlio di William Feilding, V conte di Denbigh, e di sua moglie, Isabella Haeck.
Successe al padre nel 1755.

## Matrimoni

### Primo Matrimonio
Sposò, il 12 aprile 1757, Mary Cotton (?-14 ottobre 1782), figlia di John Cotton. Ebbero un figlio:
- William Feilding, visconte Feilding (15 giugno 1760-8 agosto 1799)

### Secondo Matrimonio
Sposò, il 21 luglio 1783, Sarah Farnham (?-2 ottobre 1814), figlia di Edward Farnham. Non ebbero figli.

## Morte
Morì il 14 luglio 1800, all'età di 81 anni. Tra i suoi pro-pro-pro-pro nipoti ci sono il premier David Cameron e l'attore Cary Elwes.